# Льгота (Вадовицький повіт)
Льгота (пол. Lgota) — село в Польщі, у гміні Томиці Вадовицького повіту Малопольського воєводства.
Населення — 436 осіб (2011).

## Історія
У 1975-1998 роках село належало до Бельського воєводства, підпорядковувалося районній адміністрації у Вадовицях.

## Демографія
Демографічна структура станом на 31 березня 2011 року:
|          | Загалом | Допрацездатний вік | Працездатний вік | Постпрацездатний вік |
| -------- | ------- | ------------------ | ---------------- | -------------------- |
| Чоловіки | 225     | 55                 | 149              | 21                   |
| Жінки    | 211     | 50                 | 122              | 39                   |
| Разом    | 436     | 105                | 271              | 60                   |